# Stanotte stamattina
Stanotte / Stamattina è il primo album in studio del gruppo musicale italiano Artemoltobuffa uscito nel 2004 per l'etichetta Aiuola dischi e ristampato in vinile nel 2024 da Dischi Soviet Studio.

## Tracce
1. Stanotte / stamattina
2. Pomeriggio d'asma
3. La scena patetica
4. Lacrime a biro
5. In Canale: Intrico D'Alghe
6. Muratori Sul Tetto
7. C.E. Gadda E L'Estate
8. Il Mio Nome È Un Lago
9. Scarpe Nuove
10. I Tuoi Denti
11. Hulk Nella Montagna

## Formazione
- Alberto Muffato — voce, chitarra, tastiere
- Emiliano Pasquazzo — basso
- Massimiliano Bredariol — batteria, chitarra, glockenspiel, percussioni